# Huaccracca
Huaccracca es un pueblo anexo del Distrito de Carmen Salcedo, provincia de Lucanas, región Ayacucho. Se encuentra a unos 3718 m s. n. m.
Huaccracca es una zona altamente tranquila, su población se dedica a labores agrícolas y ganaderas. 

## Clima
Por su ubicación geográfica, el clima es seco, con diferencias notables de temperatura entre el día y la noche.
La época de lluvia va de diciembre a abril, los meses más fríos, de noche y a primeras horas del día, son de junio a septiembre.

## Festividad
- Santa Rosa: 30 de agosto
- Toro Velay: mes de agosto
- Herranza: Festividad realizada normalmente en el mes de julio y agosto